# (293) Бразилия
(293) Бразилия (порт. Brasil) — небольшой астероид главного пояса, который был открыт 20 мая 1890 года французским астрономом Огюстом Шарлуа в обсерватории Ниццы и назван в честь Бразилии, крупнейшей страны на территории Южной Америки.

Орбита астероида Бразилия и его положение в Солнечной системе
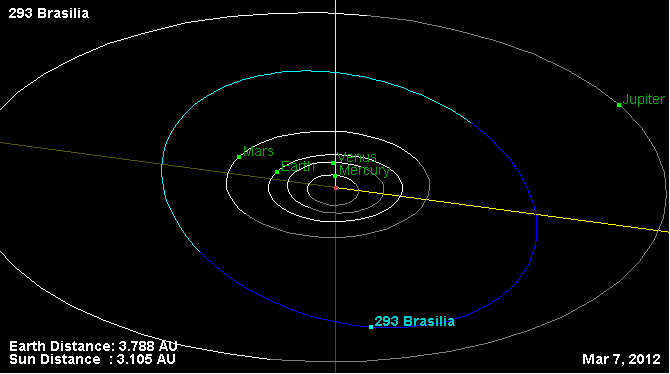
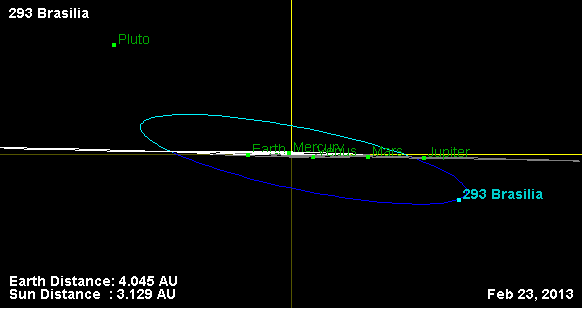